# Iocaste (maan)
Iocaste, of Jupiter XXIV is een natuurlijke satelliet van Jupiter. De maan werd ontdekt in 2000 door Scott S. Sheppards team van de Universiteit van Hawaï en kreeg eerst de naam S/2000 J 3 toegewezen. Iocaste is zo'n 5,2 kilometer in doorsnee en draait rond Jupiter met een gemiddelde snelheid van 20.723 Mm in 609,427 dagen, in tegengestelde richting.
De maan is genoemd naar Iocaste, de moeder en vrouw van Oedipus in de Griekse mythologie.
Iocaste behoort tot de Ananke-groep, een groep maantjes die in tegengestelde richting om Jupiter draaien op een afstand tussen 19,3 en 22,7 Gm, met een glooiingshoek van zo'n 150°.